# Фрезонара
Фрезонара (итал. Fresonara) је насеље у Италији у округу Алесандрија, региону Пијемонт.
Према процени из 2011. у насељу је живело 325 становника. Насеље се налази на надморској висини од 143 м.

## Становништво
| 1936. | 1951. | 1961. | 1971. | 1981. | 1991. | 2001. | 2011. |
| ----- | ----- | ----- | ----- | ----- | ----- | ----- | ----- |
| 1.150 | 1.032 | 891   | 787   | 721   | 691   | 694   | 739   |